# Frenchman Ravine
Die Frenchman Ravine (auch: Flenchman Ravine) ist ein kurzer Zufluss des Pagua River im Osten von Dominica im Parish Saint David.

## Geographie
Die Frenchman Ravine entspringt im Gebiet von Wimblew auf ca. 200 m über dem Meer und fließt nach Westen. Sie mündet bereits nach wenigen hundert Metern bei Wimblew von rechts und Osten in den Pagua River.
Die Quellen entstehen aus demselben Grundwasserleiter wie die nördlich benachbarte Frenchman Ravine und die östlich benachbarte Buluku Ravine, die aber nach Osten direkt in den Atlantik fließt.